# Baryscapus mucronatus
Baryscapus mucronatus är en stekelart som beskrevs av Graham 1991. Baryscapus mucronatus ingår i släktet Baryscapus och familjen finglanssteklar.
Artens utbredningsområde är Frankrike. Inga underarter finns listade.